# Герб комуни Оселе
Герб комуни Оселе (швед. Åsele kommunvapen) — символ шведської адміністративно-територіальної одиниці місцевого самоврядування комуни Оселе. 

## Історія
Торговельне містечко (чепінг) Оселе отримало герб королівським затвердженням 1955 року. З 1980 року вживається як герб комуни, який було зареєстровано 2008 року. 
Після адміністративно-територіальної реформи, проведеної в Швеції на початку 1970-х років, муніципальні герби стали використовуватися лишень комунами. Тому тепер цей герб представляє комуну Оселе, а не місто.

## Опис (блазон)
У червоному полі золота голова північного оленя анфас, над нею — така ж квітка латаття.

## Зміст
Північний олень символізує місцеву фауну, а латаття — флору. Квітку було додано для відрізнення цього герба від символу Естерсунда, в якому зображена анфас голова лося.